# Restoration (EP de Haken)
Albums de Haken
The Mountain
(2013) Affinity
(2016)
Restoration est un EP du groupe britannique de metal progressif Haken, sorti le 24 octobre 2014 sous le label InsideOut Music.

## Liste des titres
| 1.    | Darkest Light                                    | 6:44  |
| 2.    | Earthlings                                       | 7:52  |
| 3.    | Crystallised (avec Pete Rinaldi et Mike Portnoy) | 19:23 |
| 33:59 |                                                  |       |